# پیز اوچلو
پیز اوچلو (به لاتین: Piz Uccello) یک کوه در سوئیس است که در کانتون گراوبوندن واقع شده‌است. پیز اوچلو ۲٬۷۲۴ متر بالاتر از سطح دریا واقع شده‌است.